# 楊飛鵬
杨飞鹏（約1850年前后～1930年前），清朝武官。直隸大名縣人，回族。武進士出身。
杨飞鹏为光绪二年（1876年）武举人。光緒十五年（1889年）中式武進士，授藍翎侍衛。光緒十八年（1892年）官山东登州营都司。墓在大名城南关东郊。